# Altyn-Tagh
Altyn-Thag, também chamada Altunshan, Astyn-Tagh, Montes Altun, Altun Shan, A-erh-chin, A-erh-chin shan, ou Aerjin Shan (em chinês:  阿尔金山) é uma cordilheira do noroeste da China. que integra a parte sul do Lop Nor), China e que separa a bacia do Tarim do planalto Tibetano. Uma parte ocidental pertence a Sinquião enquanto a parte oriental define a fronteira entre Qinghai a sul e Sinquião e Gansu a norte.
Altun Shan é o nome também de uma montanha com 5830 m de altitude, perto do extremo oriental da cordilheira, e que é o ponto mais alto da província de Gansu.